# San Lorenzo Cuaunecuiltitla
San Lorenzo Cuaunecuiltitla là một đô thị thuộc bang Oaxaca, México. Năm 2005, dân số của đô thị này là 738 người.